# Королёв, Сергей Борисович
Сергей Борисович Королёв (род. 25 июля 1962, Фрунзе) — российский государственный деятель, первый заместитель директора ФСБ России с 24 февраля 2021 года. Генерал армии (2021).
Руководитель Службы экономической безопасности ФСБ России в 2016—2021 годах.
Из-за вторжения России на Украину, находится под санкциями всех стран Евросоюза, Великобритании, США, Канады и ряда других государств.

## Биография
Сергей Королёв родился 25 июля 1962 года в Фрунзе Киргизской ССР.
С начала 1980-х до 1993 года проходил службу на офицерских должностях в ПВ КГБ СССР.
По данным «Новой газеты» и «The Insider», в 1990-е годы Королёв некоторое время работал в частном охранном предприятии, которое предоставляло охранные услуги. В числе клиентов предприятия было АО «Мебель-Маркет», заместителем генерального директора которого в 1993—2000 годах был Анатолий Сердюков.
Начиная с 2000 года, служил в третьем отделе Службы экономической безопасности Управления Федеральной Службы Безопасности по городу Санкт-Петербург и Ленинградской области, на своём месте курировал правоохранительные органы.
В период с 2007 по 2011 год, Королёв служил в военном ведомстве, где надзирал за ГРУ — Главным разведывательным управлением Российской Федерации, затем был советником министра обороны Анатолия Сердюкова, после чего получил назначение на должность главы УСБ ФСБ.
В 2012 году, по другим сведениям, не позже сентября 2011 года, Сергей Борисович Королёв возглавил Управление собственной безопасности ФСБ России. При Королёве одним из наиболее значимых подразделений в УСБ стала Шестая служба, отвечавшая за оперативно-разыскную деятельность. УСБ во главе с Королёвым стояло за многими громкими уголовными делами, к примеру, «Дело ГУЭБиПК и генерала Сугробова», дела петербургского миллиардера Дмитрия Михальченко, губернаторов Кировской области Никиты Белых и Коми Вячеслава Гайзера, оперативное сопровождение по делу бывшего губернатора Сахалинской области Александра Хорошавина и мэра Владивостока Игоря Пушкарёва.
До Королёва начальником управления собственной безопасности ФСБ был генерал-лейтенант Александр Купряжкин, который в июле 2011 года, в разгар расследования «Дела о подмосковных казино», покинул УСБ ФСБ и был назначен куратором Следственного управления ФСБ в высокой должности замдиректора ФСБ. Прогнозировалось, что освободившееся место главы УСБ ФСБ займёт его заместитель Олег Феоктистов, но год спустя на место Купряжкина поставили Сергея Королёва. Кто в этот период был врио главы УСБ ФСБ не сообщалось, но, по сообщению генерала Дениса Сугробова, в январе 2011 года, 1-м заместителем начальника УСБ ФСБ был генерал-майор Олег Феоктистов, который сохранил эту должность до своего увольнения в 2016 году. Интересно, что, по утверждению главы «НАК» Кабанова, в этот период про самого главу УСБ ФСБ Королёва почти ничего не говорилось, этот «человек, который владеет в силу специфики своей службы огромным количеством информации», смог долгое время избегать известности.
8 июля 2016 года Королёв был повышен до должности руководителя Службы экономической безопасности ФСБ России. Вопреки ожиданиям, освободившееся место начальника УСБ занял не Олег Феоктистов, а протеже Королёва Алексей Комков.
По некоторым сведениям, именно Феоктистов и его коллега Иван Ткачёв собрали компромат на команду прежнего руководителя СЭБ ФСБ Юрия Яковлева, поспособствовав продвижению на этот пост Королёва. Тем не менее, Королёв продолжал относиться к Феоктистову настороженно. По мнению «РБК», в результате «у Королёва и Феоктистова были сложные отношения», что и отразилось на дальнейшей карьере последнего, который вскоре был отправлен в отставку. После этого Феоктистова подозревали в манипуляциях ситуацией с журналистом Иваном Голуновым не в пользу бывшего шефа. Отмечалось, что «Дело Голунова» несколько подпортило репутацию «достаточно легендарной личности» Сергея Королёва, близкими коллегами которого называли скомпрометировавших себя фигурантов дела Дорофеева и Медоева.
Назначению Королёва на пост главы СЭБ (одного из ключевых подразделений ФСБ) пытались противостоять некоторые высокопоставленные сотрудники Следственного комитета России, включая Михаила Максименко и Дениса Никандрова. Впоследствии оба они были приговорены к длительным срокам заключения по обвинению в коррупции.
В обязанности Сергея Королёва на посту главы СЭБ ФСБ входило предоставление президенту Владимиру Путину досье на членов правительства.
Является членом комиссии по вопросам строительства космодрома «Восточный». С 2019 года назначен членом наблюдательного совета Национального исследовательского центра «Курчатовский институт» сроком на 5 лет.
Королёв получил известность благодаря участию в межведомственном конфликте «Дело ГУЭБиПК и генерала Сугробова», способствовал аресту ряда высокопоставленных государственных деятелей и чиновников. Согласно журналистским расследованиям, Королёв мог быть связан с несколькими криминальными лидерами, обвиняемыми в заказных убийствах и похищениях людей.
Указом президента России 24 февраля 2021 года генерал-полковник Королёв был назначен первым заместителем директора ФСБ России.

## Личная жизнь и семья
Сын — Борис Королёв, программист, миноритарный акционер компании Бортовые системы с долей в 10 %.

## Санкции
21 июня 2022 года, из-за вторжения России на Украину, попал под санкции всех стран Евросоюза так как «он поддерживает и извлекает выгоду из российских лиц, принимающих решения, ответственных за аннексию Крыма и дестабилизацию Восточной Украины». Евросоюз отмечает что «он связан с директором ФСБ Александром Бортниковым, а также бизнесменами Аркадием и Борисом Ротенбергом. На него указывают как на потенциальную замену Бортникова на должности главы ФСБ».
14 марта 2022 года включён в санкционный список Канады «близких соратников режима» за «содействие и поддержку выбора президента Путина вторгнуться в мирную и суверенную страну».
21 апреля 2022 года внесен в санкционные списки Великобритании за действия которые дестабилизируют Украину или угрожают территориальной целостности, суверенитету и независимости Украины.
20 июля 2023 года Королёв попал в блокирующий санкционный список США против «бюрократических пособников незаконной войны России против Украины».
Также, по аналогичным основаниям, находится под санкциями Швейцарии, Австралии, Украины и Новой Зеландии. Ранее Королёв был внесён ФБК в список коррупционеров и разжигателей войны, с предложением введения против него международных санкций.